# ハラルド・クローサー
ハラルド・クローサー（Harald Kloser、1956年7月9日 - ）は、オーストリア出身の作曲家・脚本家・映画プロデューサー。
BMIミュージック・アワードの受賞者である。

## 主なフィルモグラフィ
- デイ・アフター・トゥモロー The Day After Tomorrow (2004) 音楽
- エイリアンVSプレデター Alien vs. Predator (2004) 音楽
- ストーム・シティ Sturmflut (2006) 音楽
- 紀元前1万年 10,000 B.C. (2008) 製作総指揮・脚本・音楽
- 2012 2012 (2009) 製作・脚本・音楽
- もうひとりのシェイクスピア Anonymous (2011) 製作
- ホワイトハウス・ダウン White House Down (2013) 製作・音楽
- インデペンデンス・デイ: リサージェンス Independence Day: Resurgence (2016) 製作・音楽
- ミッドウェイ Midway (2019) 製作・音楽